# Roarin' Lead
Roarin' Lead è un film del 1936 diretto da Sam Newfield e Mack V. Wright.
È un film western statunitense con Robert Livingston, Ray Corrigan e Max Terhune. È basato sul romanzo del 1935 Roarin' Lead di William Colt MacDonald. Fa parte della serie di 51 film western dei Three Mesquiteers, basati sui racconti di William Colt MacDonald e realizzati tra il 1936 e il 1943.

## Produzione
Il film, diretto da Sam Newfield e Mack V. Wright su una sceneggiatura e un soggetto di Oliver Drake e Jack Natteford, fu prodotto da Nat Levine per la Republic Pictures.

## Distribuzione
Il film fu distribuito negli Stati Uniti dal 9 dicembre 1936 al cinema dalla Republic Pictures. È stato distribuito anche in Grecia con il titolo Oi treis ippotai.

## Promozione
Le tagline sono:
- "Rip-Roarin' Romance on the Range!".
- "Three Against Three Hundred!".